# Православные ассирийцы
Православные ассирийцы (сир. — ܐܬܘܪܝܐ ܐܪܬܕܘܟܣܐ) — ассирийцы, входящие в юрисдикцию Православной Церкви. Течение православных ассирийцев существует от древности (Эдесское царство) и по сей день.
Православные представители ассирийского народа проживают в таких странах как Россия, Украина, Белоруссия, Казахстан, Армения, Грузия, Сирия, США, Австралия, Греция, Ирак, Иран, Сирия, Израиль и т. д.

## История православных ассирийцев
Православные ассирийцы появились в I веке, в Эдесском царстве, в царствование Абгара V Уккамы. В результате проповеди апостолов Фаддея и Мария, в Церковь вошли и остальные ассирийцы Месопотамии. До отделения от неё несториан и монофизитов, православные ассирийцы представляли единую Сиро-Персидскую Церковь на Востоке. После отпадения Ассирийская Православная Церковь существовала с первых веков проповеди христианства. В начале епископы Церкви отправляли для рукоположения кандидатов в г. Антиохию, к архиепископу Антиохийской Церкви. Но после осложнения ситуации между Персией и Византией, было разрешено рукополагать избранных кандидатов в г. Коке, в Персии, самостоятельно.

### Православных ассирийцев именовали мелькитами
«Термин „Мелькит“ также получил известность после арабских нашествий VII века и применялся к христианам византийского обряда на Ближнем Востоке. Первоначально он использовался антихалкидонцами как уничижительный для тех, кто придерживался Халкидона и оставался верным византийским патриархам Александрии, Антиохии и Иерусалима. Название „Мелькит“ происходит от сирийского „Малка“, что означает „царь“ <…>.»
Восточных православных христиан, среди которых были и ассирийцы, для отличия от иных течений, называли термином «мелькиты», что переводится как «царские» (или «ромеи»). «Мелькиты», как и «ромеи», это наименование не национальности, а принадлежности к вере, также как и «несториане»: «Христиане разделяются на несколько толков. Первый из них — это мелькиты, то есть румы; они названы так потому, что их царь [исповедует] учение этого толка; в Руме нет [христиан] других толков. Второй [толк] — это несториане. Они возводят своё учение к Несторию, который объявил его около семьсот двадцатого с чем-то года по [эре] Александра. Третий [толк] — яковиты».
Мелькиты принадлежали к православной вере, к Вселенской Православной Церкви, древней, неизменной и апостольской вере. Из-за новшеств в вере, которые принёс Несторий и распространялит Барсавма, от ассирийцев православных (мелькитов) отпали несториане: «Несторий, к которому возводят это толк (несториане), разошёлся с мелькитами и выставил такие положения об основных [догматах веры], которые обусловили раскол между ним и мелькитами» [Абу Рейхан Бируни. Избранные произведения — с. 307]. Интересно начинается далее перечисление святых мелькитов: «мелькиты в сирийских месяцах», где «мелькиты» — обозначает принадлежность к православной вере, а «сирийских» — обозначает принадлежность к ассирийскому народу (с потерей буквы ܐ — алап). Среди мелькитов были люди разных народов, в зависимости от географического положения того или иного города, деревни. Когда речь идёт о Персии, понятно, что мелькитами там называли в том числе и ассирийцев.

### Свидетельство историка Хетума Патмича о православных ассирийцах 13-го века
Интересно для нас свидетельство 13-го века, историка Хетума Патмича, который, перечисляя народы проживающие в Сирии, выделил ассирийцев, и назвал ассирийцами только представителей православной веры: «В Сирии живут разные народы: греки, армяне, якобиты, несториане, сарацины. кроме того, там живут и другие христианские народы, такие как ассирийцы и марониты. Ассирийцы, которые многочисленнее маронитов, следуют за греческим обрядом и давно послушны Римской Церкви (то есть Византийской Церкви, о чём свидетельствует греческий обряд, и далее, греческие буквы). Хотя они говорят по-арабски, (на) церковных службах используют греческие буквы». Исходя из вышеизложенного, можно сделать вывод, что даже в 13-м веке присутствовали мелькиты ассирийцы, наименование которых ассирийцами никуда не исчезло, но наоборот, правильная самоидентификация осталась. Они принадлежали Антиохийской Православной Церкви, следуя греческому обряду, и соответственно именовались мелькитами (румами). Данное свидетельство опровергает использование наименования мелькиты, после арабских завоеваний, толь лишь к арабам.

### Рукоположение двух католикосов для православных ассирийцев
В работе Н. Г. Головниной, описывается важное историческое разделение католикосата православных ассирийцев, который существовал параллельно несторианскому и монофизитскому католикосату: «Наконец, в Житии подробно излагается история разделения католикосата на две кафедры. После переезда католикоса из аль- Мада’ина (Ктесифона) в Ромагирис в основанном рядом с Ктеси- фоном Багдаде росло число мелькитов, главным образом из числа пленных византийцев, и они наконец пожелали вернуть себе католикоса. Между Багдадом и Ромагирисом началось противостояние. Багдадская община ссылалась на своё преемство от Ктесифона по месту, эмигрировавшая — на присутствие католикоса среди них. В определённый момент багдадской общине удалось одержать верх: известно, что в 300 г. хиджры (912/913 г. по Р. X.) 63 Антиохийский патриарх Илия I направил в Багдад католикоса по имени Иоанн; однако несторианский патриарх Авраам добился распоряжения халифа о запрете его пребывания в столице64. Багдадские мелькиты и после этого не отказались от своих притязаний. Когда почти полвека спустя, после смерти очередного католикоса, правившего в Ромагирисе, местная община делегировала в Антиохию священника и двух диаконов, чтобы решить вопрос с поставлением преемника, это вызвало протест багдадцев во главе с ‘Исой, будущим патриархом Христофором, а тогда простым секретарём эмира-бедуина. Не имея никаких особых полномочий, ‘Иса по собственной инициативе прибыл в Антиохию, чтобы защищать позицию соотечественников. Прения проходили в присутствии Антиохийского патриарха Ага- пия I. Он лично не сочувствовал багдадской партии, однако при нём спор не получил разрешения. Став патриархом после смерти Агапия (959/960), Христофор первым среди административных дел решил вопрос о католикосате, пересмотрев свою прежнюю предвзятую позицию и поставив двух католикосов: одного — в Багдад, другого — в Ромагирис. Таким образом, параллельное существование двух ка- толикосатов можно констатировать приблизительно с 960 г. Исходя из этого, можно уточнить датировку, предложенную Вайе для окончательной редакции Notitia episcopatuum Anastasii: поскольку этот памятник называет оба католикосата, временные рамки следует сократить с 910—968 до 960—968 гг. Таким образом, эта Notitia приняла свой окончательный вид как раз в патриаршество Христофора. Очевидно, что в вопросе о католикосате Житие сыграло решающую роль, заставив во многом пересмотреть прежние научные представления. Только с открытием этого источника стало возможным воссоздать полную историческую картину разных этапов его существования и локализовать на каждом из них его местонахождение.»

### Православные ассирийцы в Центральной Азии
Далее будет приводиться труд исследователя Kena Parry. «Город [в котором проживали халкидониты] был известен как Rūmaghān или „город римлян“, а также Better Antioch. По-видимому, у него был постоянный Католикос, <…> население [составляло] около 30 000 человек к концу VI века (Brooks 1935-6: 239).» <…> Кроме коренных жителей, в православную Церковь Персии кроме того входили и депортированные из Антиохии, "большая доля Халкидонцев (Greatrex 2003). Однако во время Сасанидской оккупации Византийской территории в Восточном Средиземноморье при Хосрове II (р. 591—628) с 614 по 628 год антихалкидонское население находилось на подъёме. Фактически Сасаниды проявляли терпимость по отношению к антихалкедонцам, которые, в свою очередь, рассматривали Сасанидов скорее как освободителей, чем как угнетателей, в то время как халкидонцы рассматривались Сасанидами как византийские коллаборационисты. <… историк Дионисий Телль-Марский пишет, что в IX веке Сасаниды изгнали Халкидонских епископов из Месопотамии и Сирии. Он пишет (Palmer 1993: 125-26):
«Когда Хосров завоевал Месопотамию и изгнал из неё римлян, он приказал изгнать Халкидонских епископов из их церквей, а эти церкви отдать якобитам, ибо они владели ими со времён Маврикия, но в течение последних десяти лет были изгнаны из них в результате гонений Домициана Мелитенского. Таким образом, к востоку от Евфрата было полностью отменено богослужебное поминовение Халкидонского Собора. Хосров послал за епископами с востока и поставил их в городах…».
Неудивительно, что во время Сасанидской оккупации бывшей Византийской территории произошёл обмен сектантскими симпатиями. Профиль (profile) Церкви Востока в Восточном Средиземноморье также увеличился в результате оккупации, несмотря на то, что в течение двадцати лет не было Католикоса из-за политических распрей (Wilmshurst 2011: 64-5). Это подтверждает византийский летописец Феофан, который сообщает нам, что при византийском императоре Ираклии (р. Он восстановил халкидонитам собор, который несториане держали со времён Хосрова (Феофан, Хроника, AM 6120). Отвоевание Ираклием Сасанидской оккупированной территории привело его к контакту с переселившимися туда персидскими христианскими семьями (Kaegi 2003: 181).<…>
После захвата арабами Селевкии-Ктесифона в 637 году город Better Antioch, основанный Хосровом I, был известен по-арабски как «Аль-Румийя», что означает «город римлян или греков» (Kaldellis 2007; Parry 2009). Город был заброшен в середине VIII века со строительством новой столицы Аббасидов Багдада, а район был разрушен во время Гражданской войны, в которой увидел аль-Мамун (р. 813-33) стать халифом (Lunde & Stone 1989: 156). На самом деле в 762 году арабский халиф аль-Маншур (р. 754-75) перевёл всю общину в провинцию Чач в Трансоксании, вместе со своим Католикосом, которого впоследствии называли «Католикосом Ромагириса», но который к концу X века сменил свой титул на «Католикос Хорасана». Греческое название «Romagyris» (ρωμογρρεως) может происходить от Среднеперсидского «Roumagird», что означает «город или колония римлян» (Klein 1999). В средневековом Багдаде был христианский квартал, известный по-арабски как Дар-Ар-Рум, «дом римлян», где проживали мелькиты, Арабское завоевание Центральной Азии было обеспечено, когда арабы разгромили китайскую армию в битве при Таласе в 751 году. Переселение христиан Аль-Маншуром в провинцию Чач в 762 году поставило бы их на самые дальние рубежи Аббасидского халифата. Провинция Чач располагалась на восточном берегу Сырдарьи (Яксарт) и указана в надписи Шапура I (р. 242-72) в Накш-и Рустам (Bosworth 1990). Город, известный сегодня как Ташкент, что означает «город камня», сохраняет несхожую форму имени Чач. Недавние раскопки в Каршовул-Тепе к юго-западу от Ташкента обнаружили свидетельства возможного христианского поселения (Савченко и Шейко 2010). Однако альтернативное предположение состоит в том, что Католикос Ромагириса находился в Нишапуре в Хорасане, название которого происходит от христианского квартала этого города.
Этот титул упоминается патриархом Антиохийским Петром III (р. 1028-51), в своей переписке с иренуполисом (ερρηνουπλλεως), престолом второго Католикоса (Charon 2000: 265-66). Это название является греческим переводом с арабского, означающего «город мира», который был эпитетом, данным городу Багдаду. В арабской «Вите» Мелькитского Патриарха Антиохийского Христофора (р. 960-67), написанный протоспатарием Ибрагимом ибн Юханной, приводится отчёт о транспортировке аль-Мансуром христианской общины в Чач (Заят 1952: 11-38, 333-66): «Когда мусульмане построили „город мира“ (Мадинат ас-Салам), то есть Багдад, они решили переместить христианскую общину. Они были перевезены в далёкую страну в Персии, называемую Чач, и их Католикос был изгнан вместе с ними».
Позднее, когда в Багдаде было урегулировано больше Мелькитов, между двумя общинами возник спор о том, кто имеет право претендовать на Католикос. Жители Чача утверждали, что у них больше прав на него, потому что он уехал с ними в Центральную Азию, тогда как жители Багдада утверждали, что раньше он жил в Селевкии-Ктесифоне, который находился в их районе (Zayat 1952: 23-25). Похоже, именно в результате этого спора Мелькиты в конечном итоге получили двух католиков. Однако Католикос Церкви Востока Авраам III (р. 905—936), возражали против использования Мелькитами титула Католикоса из-за их предполагаемой нелояльности халифату. Освящение Мелькитского Католикоса в Багдаде было сорвано членами Церкви Востока, что вынудило власти аббата наложить штраф на мелькитского митрополита, обязав его подписать в 912 году обязательство, запрещающее Мелькитской общине иметь Католикос в Багдаде (Fiey 1995: 387-89; Wilmshurst 2011: 193)."
«В XII веке архимандрит и диакон Софийского собора в Константинополе Нилос Доксапатрий рассказывает нам, что Патриарх Антиохийский был послан в Константинополь. (Parthey 1967: 271): „… имел под своей юрисдикцией всю Азию и Восток, включая Индию, и даже теперь он отправляет, после его организации, Католикос с титулом Romagyris; в Персии, которая включает в себя Вавилонию, теперь называемую Багдадом, патриарх посылает Католикос с титулом Католикоса Иренуполиса“. <…> …упоминание о Католикосе Ромагириса и Католикосе Иренуполиса в XII веке является важным подтверждением сложившейся ситуации.<…>
Присутствие Мелькитов в районе Ташкента в Центральной Азии засвидетельствовано в VIII веке, и, согласно мусульманскому учёному Аль-Бируни, писавшему в конце X века, в Мерве, по-видимому, был мелькитский митрополит (Sachau 1879: 289). Двуязычный фрагмент псалма на греческом и согдийском языках (см. ниже) был найден в развалинах монастыря в Булаике близ Турфана в китайской Центральной Азии (Синьцзян).
Даже после опустошения деформируемого Тамерлана (1336—1405) во второй половине четырнадцатого века, мы все ещё слышим [о присутствии] <…> Мелькитских христианских общин в Самарканде (Маркхэму 1859: 171). Таким образом, мы можем проследить присутствие мелькитских общин в Центральной Азии вплоть до начала пятнадцатого века». Эти факты, как заключает Кен Пэрри, «необходимо включить в [историческую] картину».

### Православные ассирийцы в 19-м веке
Ещё в 1888 г., Мар Юханан, епископ Анзельский, переехал в Россию и позже был принят в Православную Церковь. Священник Михаил из Дигала, Урмия, был принят в Православную Церковь в 1859 году. Мар Слыва, епископ Гаварский, переехал в Армению и служил там на православных ассирийских приходах с 1897 года.
До геноцида 1896 года существовал Восточно-православный митрополит г. Амида (Диярбакыр), который служил православным ассирийцам.

### Аргументы в пользу именования православных сирийцев — ассирийцами
1. «Ассирийцы в походе носили на голове медные шлемы, своеобразно сплетённые каким-то трудно объяснимым способом. У них были щиты, копья и кинжалы, подобные египетским, а, кроме того, ещё деревянные палицы с железными шишками и льняные панцири. Эллины называют их сирийцами, а варвары — ассирийцами. Предводителем их был Отасп, сын Артахея». (Геродот, Книга 7:63)
2. "Сирийцев же этих персы зовут каппадокийскими (Там же, 7:72), и наоборот, «каппадокийцев эллины называют сирийцами. А сирийцы эти до персидского владычества были подвластны лидийцам, а потом [подчинились] Киру». (Там же, 1:72) «Далее, после фригийцев идут каппадокийцы, которых мы зовём сирийцами» (Там же, 5:49). Свт. Григорий Просветитель, св. равноап. Нина, св. вмч. Георгий были родом из Каппадокии.
3. Ассирияне, которых впоследствии стали называть сирийцами, удерживали власть (imperium) 1300 лет. (Юстин. Эпитома сочинения Помпея Трога «История Филиппа». Книга 1:13).

## Вера православных ассирийцев
Православные ассирийцы, несмотря на отличие их языка от греческого, от начала исповедовали одну кному, то есть ипостась (лицо) в Иисусе Христе, а Марию именовали Матерью Бога, что можно встретить у прп. Ефрема Сирина, напр. «молитвах ко Пресвятой Богородице». Греческий термин «ипостась» всегда переводился на сирийский язык как «кнома». По изложению несторианского епископа Авдишо Низивийского (ум. в 1318 г.) православные, говоря о Христе, исповедовали одну кному и две кйаны (kyane = природы).

### Вопрос о прп. Исааке Сирине
Православные ассирийцы исповедуют, что прп. Исаак Сирин был православным ассирийцем, а не несторианином, являлся членом Антиохийской Православной Церкви, жил ранее, чем это датируют светские исследователи (в V—VI веке), не был автором т. н. II тома. «Составитель т. н. „второго тома“ считает богохульным учение о вечности геенских мук, учит о спасении даже демонов, отрицает догмат Искупления, учит о сотворении Богом мира уже с грехом, ссылается на еретиков Феодора Мопсуестийского и Диодора Тарсийского, именуя последнего „мудрейшим“, „великим учителем церкви“ и т. п., исповедует несторианскую христологию, превозносит еретика Евагрия. В одной из бесед автор лже-второго тома и вовсе произносит отлучение (по мнению митр. Илариона (Алфеева) — анафему) на отрицающих учение Феодора Мопсуестийского. В своих же подлинных творениях преп. Исаак, исповедует вечность геенских мучений, догмат Искупления, православную христологию, явно ссылается не на еретиков, а на Святых Отцов и т. д.»
Основным трудом православных ассирийцев по апологии святого прп. Исаака Сирина является труд Вячеслава Фоминых — Жизнь и творения преподобного Исаака Сирина. Архивная копия от 4 сентября 2019 на Wayback Machine

Православный кондак св. прп. Исааку Сирину:
Возлюбил еси паству Христову, / преподобне отче наш Исааче, / в Сирии родися, а не яко суесловят будто в Катаре / и остави нам словеса подвижнические исполненныя мудрости Божией, / учивши Христовых чад безмолвию, / праведному житию и правой вере, / но призрев, яко восстали на тя мирские ученые, / науке своей немощной поклоняющиеся / хулящие тя неистово, / и том лже второй с ересьми и хулами ти приписаше, / запрети им в прелести сущим/ и огради от суесловия паству твою, / да восторжествует истина Господня во век, / да познают вси, яко ты рекл еси Паисию, / православен есмь и с несториевой ересью борохся. / Прославляем тя, святый Исааче, отрицая ложь на тя всякую / был еси правило веры и образ кротости, / и славословим тя, хулы еретические обличившего / и лже второй том поправшего, / моли Христа Бога / остановити хулу сию и спастися душам нашим.

## Нынешние места проживания православных ассирийцев

### Россия
В России православные ассирийцы проживают во всех тех городах, где встречаются ассирийцы.
Такими городами являются Москва, Санкт-Петербург, Ростов-на-Дону, Краснодар, Сочи, Казань, Тверь и т. д.
В Санкт-Петербурге несёт своё служение православный ассириец, иеромонах Вениамин (Тамразов).
Урмия (Краснодарский край); проживают преимущественно православные ассирийцы.

### Украина
В Украине православные ассирийцы проживают в Киеве, Золотоношах, Нежине, Житомире и т. д.
В Киеве служит протоиерей Владимир Косточка, который является православным ассирийцем.
Кроме того, в Житомире несёт своё служение архимандрит Гавриил (Вардаев), который, к тому же, несёт служение духовника епархии.

### Грузия
В Грузии православные ассирийцы проживают в городах Тбилиси,Зугдиди, Батуми, Боржоми, Кутаиси в с. Канда и т. д.

### Армения
В Армении православные ассирийцы, в особенности, проживают в с. Димитров (в прошлом Койласар) и являются прихожанами Храма Космы и Домина, РПЦ МП. Не так давно этот Храм хотели отнять ассирийцы несториане.

### Ирак
Православные ассирийцы имеют 4 Церкви в Ираке:
— Мар Геваргиз, Багдад
— Мар Андреас, Багдад
— Мар Гавра, Кампа д-Гайлани
— Март Марьям, Хабания (закрыта)

### Австралия
Большое количество православных ассирийцев проживает в Сиднее.

## Исторические храмы православных ассирийцев

### Диярбаркыр
Во времена Императора Ираклия в городе Амида (Дярбакыр) было четыре церкви, которые были православными, туда как раз и входили православные ассирийцы (Антиохийский православный Патриархат). Это были церкви:
— Святого Фомы (Мар Тома)
— Святого Феодора (Мар Теодорос)
— Святого Георгия (Мар Геваргис)
— Святых Космы и Дамиана (Мар Козьма и Дамиан)
Из этих четырёх церквей, две, св. Феодора и св. Фомы были конфискованы турками и превратились в мечети в XVI веке. Между тем, храмы св. Георгия и св. Космы и Дамиана все ещё функционировали в Антиохийской православной Церкви, в митрополии Амиды, до тех пор, пока не наступил геноцид 1915 года, за которым последовал народный обмен 1922 года. Он заставил всех восточно-православных жителей города, в том числе и ассирийцев, бежать из страны. Тем не менее здания все ещё существуют.

### Карс
Православная ассирийская Церковь Св. Иоанна Крестителя (Mar Youkhanan Ма’mdana), деревня Самоват, регион Карс, Анатолия. Приход состоял из следующего православного ассирийского духовенства: епископ Слыва Гяврский (+1898), священник Исраэль Иванов (1900—1910), священник Константинос Ишоев (1910—1916), священник Харалампос Осипов (1916—1920). Когда Турция аннексировала Карс в 1920 году, деревня и её приход были оставлены, а православные ассирийцы из Самовата бежали на русские, армянские и грузинские территории.

## Замечания к историко-археологическим исследования по православным ассирийцам
На Востоке существует повсеместно известный Крест, который встречается в разных конфессиях, у православных, несториан, монофизитов и т. д. Но археология часто атрибутирует такие кресты несторианам, особенно в Китае, Центральной и Восточной Азии, не учитывая исторический факт существования там диаспор православных ассирийцев. Археология существует не только как прикладная наука к истории, но ещё как формирующая и сильно влияющая на историческую науку (именно на основе этих открытий построены множественные исторические данные о древней истории).

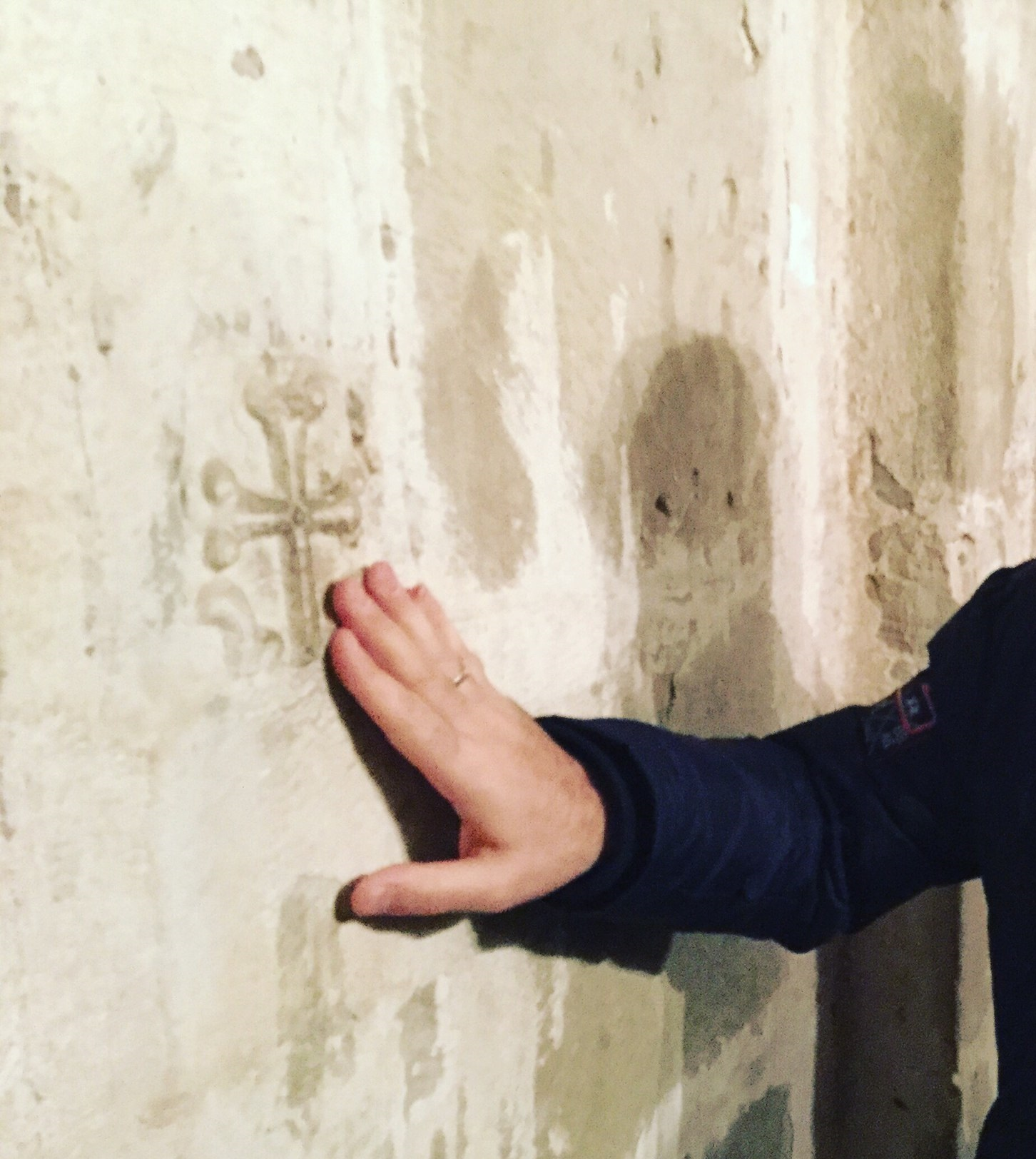
Православный ассирийский крест монастыря св. Шио Мгвимского (такие же кресты без исследований, атрибутируют несторианам).

Новооткрытые данные используют как средство, на основе которого строятся исторические воззрения. Поэтому неверно интерпретируемые находки с опубликованными затем исследованиями являются сегодня фундаментом для распространения типичных ошибок в описании исторического источника. На фото выше представлен такой крест, относящийся к православному ассирийскому отцу, а следовательно, имеющий распространение в древности в среде православных ассирийцев.

### 1. Миссия в Китае
В работе В. Г. Дацышена — Христианство в Китае: история и современность, вовсе отсутствует упоминание о Православной миссии в Китае, хотя исследователь должен был затронуть данную тему более широко, имея параллельные исследования на других языках это сделать было не так трудно. Подобные умалчивания становятся основанием для последующих ошибок. Авторы дают ошибочное историческое основание для того, чтобы археология атрибутировала будущие находки несторианам, потому как, по их мнению, только они были в Китае.
Подобное неверное атрибутирование можно встретить в исследованиях по Центральной Азии, хотя там, как известно, располагались православные ассирийцы с их католикосом, но археологические данные об этом умалчивают (конечно же не все).
Уже давно известно, что в Китае проходила Антиохийская православная миссия, что православные ассирийцы из-за гонений переходили жить вверх, на территорию Центральной Азии. Но сегодня почему-то часть археологов и исследователей говорит лишь о несторианах, и атрибутируют находки только им. Хотя в науке существует не мало работ, правильно представляющих исторические факты, и говорящие о православных ассирийцах.

### 2. Несторианский крест?

Православный ассирийский крест, найденный в Китае, выдаваемый за несторианский

Часть крестов, которые атрибутируют несторианам, на самом деле является крестами Православного Ассирийского Католикосата Востока, центр которого находился в Ромагирисе, Нишапуре, Хорасане, на северо-востоке Ирана. Часть восточно-православных памятников, которые современные археологи намеренно фальсифицируют и приписывают несторианам, были найдены с греческими надписями и даже с рельефной иконографией на них в явно византийском стиле, что говорит об их принадлежности православным ассирийцам.
Несториане использовали другой вид креста с листом лотоса и ангелами, который совсем не похож на найденные. Но, к сожалению, сегодня не только несториане, но и халдеи пытаются претендовать на этот исторический крест, как на свой собственный.
Существует много научных работ, показывающих, что православный Антиохийский патриархат был распространён в Центральной Азии и имели миссию в Китае в раннее время.

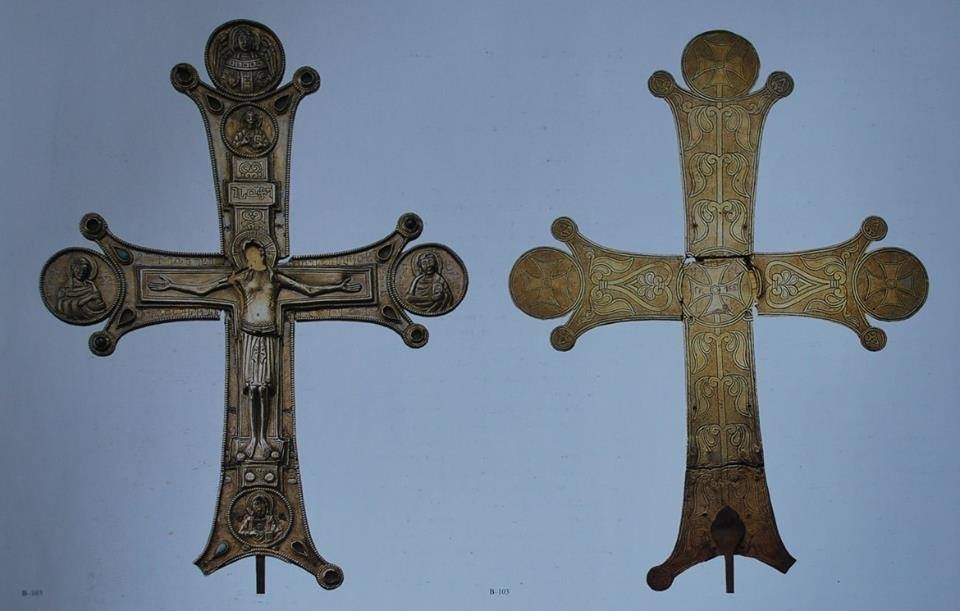
Православный крест с рельефной иконографией в явном византийском стиле.

## Урмийская духовная миссия
Урмийской духовной миссией именуют миссию Русской Православной Церкви на территории Урмии, после которой более 30 000 ассирийцев перешли в православную Церковь, в юрисдикцию РПЦ МП.

### Персоналии православных ассирийских епископов[20]

#### Мар Ионан Супурганский и Урмийский
Мар-Ионан — епископ Супурганский и Урмийский. Родился этот подвижник Христов около 1835 года в Тергяваре. Мар-Ионан был сын каши Маравгула, из епископского рода. Священником он стал с конца 1850-х годов, затем-архидиакон. Епископ с июня 1874 года (посвящён патриархом Мар-Шимуном Рувелом). Кафедра находилась в селе Супурган. После убийства в 1896 году Мар-Гаврииля управлял всеми несторианскими приходами в Урмийской области. С 1890-х годов вёл переговоры о присоединении к Русской Православной Церкви. В марте 1898 года ездил с делегацией из духовенства в Санкт-Петербург, где торжественно присоединён к Православной Церкви. Вернулся в Урмию вместе с организованной духовной миссией. Управлял Урмийской православной паствой до смерти 26 апреля 1910 года. Отпевание совершил Мар-Илия, в сослужении начальника Русской Православной Миссии, архимандрита Сергия и многочисленного духовенства (см. Фото 4). Погребён в Супурганской Церкви.

#### Мар Иоанн Геворгизов (Юханнан Шлимун)
Мар Иоанн Геворгизов (Юханнан Шлимун) — епископ Урмийский и Салмасский. До Посвящения во епископы — каша Муще Шлимун (или священник Моисей Геворгизов) — село Дыгаля, Урмия. Родился 1870-е года. Окончил училище Англиканской миссии. Диакон. В конце 1890-х годов ездил по России (Казанская и Саратовская губерния). Принял Православие. С 1902 года прподаватель в училище Русской Православной миссии в Урмии. Член переводческой комиссии. В 1906 году посвящён во священники Мар-Илией. Священник в селениях Гюльпашан и Тармани. В период с ноября 1910 года до лета 1913 года — настоятель ассирийского Православного Храма в городе Тифлисе, сменил на этом посту иеромонаха Григория Ушанова). В 1913 году возвращён в Урмию и назначен заведующим отделением миссии в Сульдузе. В декабре 1914 года — эвакуация с беженцами в Россию. До июня 1915 года заведовал беженскими пунктами Эреванской губернии. В июне — возвращён в село Урмия. Октябрь 1915 — осень 1916 годов — священник при салмасском отделении миссии. Октябрь 1916 — лето 1918 годов — священник домой Церкви русской Православной миссии. Июль 1918 года — уход с народом в Хамадан и далее — в Ирак. С начала 1920-х годов священник Православного Св. Андреевскогоприхода в Багдаде. Подчинялся Русскому Заграничному Синоду (1926 г.). Получил сан протоиерея. В ноябре 1931 года — в Сербии у митрополита Антония (Храповицкого). В 1931 году 13 декабря в Белграде посвящён во епископа Урмийского и Салмасского для окормления православных ассирийцев в Ираке (накануне пострижен в монашество с именем Иоанн). Участник Карловацкого Собора в 1938 году. Пытался воссоединиться с Московской Патриархией в 1945 году. С 1952 года — в Америке, жил на покое в русском Ново-Дивеевском монастыре. Почил 25 марта 1962 года и похоронен на монастырском кладбище. Его публикации: в 1909 году в Урмии в тип. Русской миссии издана книга на ассирийском языке: «О необходимости религиозного единения сирийцев Урмии на почве Православия». Тираж — 300 экземпляров.

#### Мар Илия Аврахам
Мар Илия Аврахам — село Армутагач, Урмия. Родился в 1858 году. Окончил колледж Американской миссии в Урмии. Учился в епископальной семинарии в Нью-Йорке. Священник с 1896 года (архидиакон). С рождения — нащрей, «натыр-курси», то есть наследник епископской кафедры (в его роду около 20-ти епископов).
В марте 1898 года сопровождал Мар-Ионана в его поездке в Санкт-Петербург для соединения с Русской Православной Церковью. До 1903 года -находился в России (был вольнослушателем Санкт-Петербургской и Киевской (1899 г.) духовных академий).
25 января 1904 года архимандрит Илия посвящён в епископа Тергеяварского в Александро-Невской Лавре в Санкт-Петербурге. Возглавлял хиротонию митрополит Санкт-Петербургский Антоний. Выехал в Урмию и вместе с Мар-Ионаном управлял православными сёлами. С июня 1911 года его титул — епископ Супурганский и Урмийский. С декабря 1914 по март 1915 года во время оккупации в г. Урмии турками, скрывался в Американской миссии. В 1915 году выехал в Москву, где жил в монастыре. В 1916 году награждён орденом Святого Владимира 3-й степени. Вернулся в Урмию. В 1918 году вместе с беженцами отступил в город Хамалан. 1920-е года — Тавриз. В 1920-е года управлял православной паствой и подчинялся Русскому Заграничному Синоду (в Сербии). Был известен как прекрасный проповедник. Почил в декабре 1928 года в Урмии. Погребён в храме Мат-Мариам.

##### Обретение мощей Мар Илии
Мощи были первоначально похоронены во дворе за пределами церкви Март Марьям в 1928 году, но после того как они были обнаружены в 1950-х годах, они были найдены нетленными. Они были перезахоронены в 1950, но на этот раз внутри церкви, и православные ассирийцы вместе с Юнан Мирзу приобрели мраморную гробницу и плиты с гравировкой, чем сейчас и накрыты мощи. Но через несколько лет после этого иранское правительство удовлетворило просьбу Церкви Востока, чтобы занять все ассирийские церкви в Урмии, даже те, что когда-то были православными. Так что теперь Церковь Март Марьям относится к Ассирийской Церкви Востока. Мар Илия на самом деле не «воевал» против ереси. Он на самом деле просвещал людей православием собственной жизнью. Мар Элия не нёс меч, он нёс Крест, и он не заставлял людей становиться православными, он убеждал их через идеальный пример своей высокодуховной жизни, своим хорошим пониманием богословия.

#### Мар Савришу Аврахам
Мар Савришу Аврахам, епископ Мар-Саргзский. Родился около 1840 года в Тергяваре. С 1888—1890 годов — епископ в селе Шейбани в Тергяваре. В 1890-е годы — переселился в Урмийскую область. В 1899 году присоединился к Православию в епископском сане. С 1904 года — епископ в селе Мар-Саргиз в Урмии. Почил 21 мая 1913 года. Похоронен миссионерами Русской Православной Церкви в храме села Мар-Саргиз.

### Список православных ассирийских священников, входящих в Русскую Православную Урмийскую Миссию
1. Каш. Авдышо Аврахам [Тиари]. Род. ок. 1848 г. Свящ. с 1876 г. С1901 г. — беженец в Урмии. В сент. 1902 г. присоединился к православию.
2. Каш Авдышо Гиваргиз (Георгиев) — с. Гюльпашан. Род в 1888 г. Свящ. с 1913 г. (посвящён Мар-Илией). С дек. 1914 г. — в России (Ростов-на-Дону, Армавир, Тифлис). 1920/30-е гг. — Тифлис. Репресс, в 1938 г. 1 1946 г.
3. Каш. Авдышо — с. Амбы, Тергявар. Православный с 1913 г. В сер.
1920-х гг. — Иран.
4. Каш. Аврахам — с. Гюгтапа. Род. в 1830/40-е гг. Свящ. с 27 лет.
Участник Урмийского правосл. Собора 1906 г.
5. Каш. Аврахам бар Саргиз б. Гиваргиз — с. Ширабад. Род. в 1820-е гг. Свящ. с нач. 1860-х гг. Православный с 1898 г. Участник Собора 1906 г.
6. Каш. Аврахам бар устад Шаху (Сархошев) — г. Урмия. Род. в ЦЦ г. Во священники посвящён Мар-Ионаном в июне 1903 г. Участник Собора 1906 г.
7. Kaш. Лйваз бар Биньяиин б. Инвия — с. Назы. Род. в 1830-е гг Свящ с 1850-х гг. В 1898 г. принял православие. Ок. 1901 г.—отошёл от Русской миссии.
8. Каш. Александр бар каш. Авдышо 6. Малик-Тарверая — с. Яв- гиджа. Род в 1871 г. Посвящён Мар-Ионаном в 1895 г. Православный с 1898 г. Участник Собора 1906 г.
9. *Каш. Александр (Санду) бар Муще 6. каш. Алхас (Алхазов) — с. Гюгтапа. Род в 1891 г. Свящ. с 1914 г. (посвящён нач. Урм. миссии еп. Сергием) в храме с. Хусрава. С кон. 1914 г. по 1921 г. — Россия (Тифлис, Армавир, Ростов-на-Дону). 1920-е гг.—организатор «Хояд-Атур» в Москве. Репрессирован, ю.
10. Каш. Бадаль бар Ушана б. Илия — с. Джениза. Род. в нач. 1840-х гг. Православный с 1898 г. Ок. 1900 г. отошёл от Русской миссии.
11. Каш. Биньямин Саргиз — с. Чарбаш. Род ок. 1825 г. Свящ. с 1860-х гг. Православный с 1898 г. 17 авг. 1905 г.
12. Каш. Биньямин бар Путрус б. Биньямин (Петросов) — с. Муша- ва. Род в 1867 г. Свящ с 1891 г. (посвящён Мар-Ионаном). Участник Собора 1906 г. t в 1920-е гг. в Урмии (?).
13. Каш. Биньямин бар каш. Шаллыта б. каш. Исмаил — с. Алкай. Род ок. 1850 г. Свящ с 1882 г. (посвящён Мар-Савришо). Участник Собора 1906 г.
14. Каш. Гаврииль — с. Мар-Саргиз. Брат Мар-Савришо-Аврахама. Род в нач. 1850-х гг. Православный с 1898/99 г. Участник Собора 1906 г.
15. Каш. Гаврииль бар каш. Муще (Моисеев) — с. Ула, Саламас. С 1901 г. — шам. С 1910 г. — свящ. В 1915 г. — беженец в Тифлисе.
16. Каш. Гиваргиз бар Агахан б. Ильяс — с. Тармани. Род ок. 1870 г. Свящ с 1890 г. Православный с 1898 г. 1 1906 г.
17. Каш. Гиваргиз бар Мирза — с. Куртапа. Свящ с 1905 г. (посвя¬щен Мар-Илией). Участник Собора 1906 г. До 1918 г. — Урмия. 1918 г. с беженцами — Хамадан, Мосул. 1926 г.—Багдад В 1928 г. вернулся в Урмию.
18. *Каш. Гиваргиз бар Ушана б. Беджан (Беджанов) — с. Ада. Род в 1866/70 г. 1895 г. — свящ (посвящён Мар-Ионаном). С 1898 г. — православный. Участник Собора 1906 г. 1920-е гг. — Урмия.
19. *Каш. Гиваргиз бар Ушана б. Ядгар — с. Караджалу. Род. в 1867 г. С 1888 г. — свящ. (посвящён Мар-Ионаном). С 1898 г. — православный. 1906 г. — участник Собора. 1915 г. — Тифлис. 1920-е гг. — Ростов-на-Дону.
20. Каш. Гиваргиз Юханов — с. Гявилан. Свящ. в с. Балав с 1906 г. С 1915 г. — беженец в Тифлисе.
21. *Каш. Григориюс (Гиваргиз) Ушана Лазар — с. Гюгтапа. Род. в 1877 г. Свящ. (иеромонах) с 1906 г. (посвящён Мар-Аврахамом Савришо). 1908—1910 гг.—Тифлис. 1912—1913 гг.—Саламас. С июля 1913 г. — Тифлис. 1915—1916 гг. — Урмия. 11922/23 г.
22. Каш. Давид бар Гильяна б. Рехана — с. Икиагач. Род в 1870 г. Свящ с 1890-х гг. Участник Собора 1906 г. С 1915 г. — Тифлис. С 1917 г. — Урмия.
23. Каш. Давид Ионан. Упоминается в 1915 г. в Тифлисе в числе беженцев из Урмийской миссии.
24. Каш. Давид бар каш. Саргиз — с. Дыгяля. Род ок. 1850 г. Свящ с 1875 г. Православный с 1898 г. Участник Собора 1906 г.
25. *Каш. Давид бар Юханнан б. Биньямин (Вениаминов) — с. Кяв- си. Род. в 1862 г. Православный с 1883 г. (Тифлис). 1906 г.—участник Собора. 1920-е гг. — Иран (Тавриз, Урмия, Тегеран).
26. *Каш. Зайя (Зиновий) бар Агаси б. Талья — с. Икиагач. Род ок. 1870 г. Свящ в с. Зумалан (посвящён Мар-Ионаном). Участник Собора 1906 г. 1920—1930-е гг.: Армавир, Тифлис. Репресс. в 1937 г.
27. *Каш. Илиша Данииль — с. Мурадалуви. Род ок. 1870 г. Свящ с 1890-х гг. (посвящён Мар-Гавриилом). Православный с 1898 г. Член переводческой комиссии (1902 г.). В1906 г. — участник Со¬бора. В 1915 г. — беженец в Тифлисе. 1917 г. — Урмия.
28. Каш. Илия — с. Ардишай. 1906 г. — участник Собора. 1920-е гг. — свящ в с. Ардишай.
29. Каш. Илия б. Хосро. С 1870-х гг. — свящ в Мергяваре (посвящён Мар-Гавриилом). В нач. 1900-х гг. правосл. свящ в с. Кизилашик и Балав.
30. *Каш. Илия Шимун (Симонов). Весной 1917 г. упоминается в Урмии.
31. Каш. Ионан бар Муще б. Ионам—с. Гявилан. Род. ок. 1870 г. Свящ. с 1903 г. (посвящён Мар-Ионаном). В 1906 г. — участвовал в у р. минском православном Соборе.
32. Каш. Ионан Гаврин ль — с. Мавана, Тергявар. Во свящ. посвящён в 1913 г. Мар-Илией в с. Мавана. В1915 г. — беженец в Тифлисе.
33. Каш. Ионан Гиваргиз (Геваргизов) — с. Чарбаш. Свящ с 1905 г. (посвящён Мар-Ионаном). В 1906 г. — участник Собора. 1913** 1914 гг. — в Сульдузеком отделении Русской миссии.
34. Каш. Иосип бар Инвия б. Илия — с. Анхар. Род. в 1838/42 г. Свящ. с кон. 1860-х гг. (посвящён Мар-Шимуном). Православный с 1898 г. Входил в переводческую комиссию Русской миссии (1902 г.)
35. Каш. Иосип бар Марогул б. Ионан — с. Супургаи. Род. ок. 1830 г. Брат Мар-Ионана. Православный с 1898 г. t в нач. 1903 г.
36. *Каш. Иосип бар Ишая Хошаба (Хошабаев, Исаев) — с. Супур- ган. Род ок. 1870 г. Свящ с 1903 г. (посвящён Мар-Ионаном). Участник Собора 1906 г. 1915 г. — беженец в Тифлисе. С 1918 г.—Ирак. 11925 г. в Багдаде.
37. Каш. Исранль Инвия Правосл. свящ в Хаббаии (в Ираке) (1950 г.)
38. *Каш. Исхак бар Аврахам Арсанис — с. Дыгяля. Свящ с 1912 г. (в с. Ада). С конца 1914 г. — Тифлис, затем Армавир. 1917 г. — Урмия.
39. Каш. Исхак бар Бадаль б. Путрус — с. Чамакия. Род. в 1855 г. Свящ. с 1880 г. (посвящён Мар-Ионаном). Правосл. с 1898 г. В 1906 г. — участник Собора.
40. Каш. Ишо (Ишая) — с. Гюльпашан. Род. ок. 1850 г. Православ¬ный с 1898 г. В 1906 г. — участник Собора.
41. Каш. Муще бар Алхаз б. Саргиз Корчага — с. Абделькенди. Род в 1862 г. Свящ с 1892 г. (посвящён Мар-Ионаном). Православный с 1898 г. Участник Собора 1906 г. t мученически в кон. 1914— нач. 1915 г. Отказался отречься от Христа.
42. *Каш. Муще Шлимун Гиваргиз (Геваргизов) — с._/Т ыгяля. Род в 1870-е гг. Православный с 1898 г. Свящ с 1906 г. (посвящён Мар- Илией). Свящ в с. Гюльпашан и Тармани. 1910—1913 гг. — Тифлис. 1915—1916 гг. — Саламас. После 1918 г. — Ирак. В 1931 г. — посвящён во епископы с именем Мар-Юханнан. 1 1962 г. в США.
43. Каш. Павел (Баба) Хошаба — г. Урмия (Мат-Марьям). Свящ. с 1894 г. (посвящён Мар-Гавриилом). Православный с 1898 г. В 1901 г. разошёлся с Мар-Ионаном.
44. Каш. Полус бар каш. Гиваргиз б. Агахан Ильяс—с. Тармани Род. в сер. 1890-х гг. В 1930-е гг. — правосл. свящ в Ираке. 11940 г.
45. Каш. Полус Юханов (Иванов) — с. Армутагач. Род. в 1873 г. Свящ с 1894 г. (посвящён халд. еп. Мар-Тумой Оду). С 1901 г. — православный. 1900/10-е гг. — Урмия и Россия. 1920/30-е гг. — священник в Урмии. В 1930 г. — католик (с. Ада).
46. Каш. Путрус бар Айваз б. Ионан — с Ирьява. Род. ок. 1858 г. в Гяваре. Свящ. с 1882 г. (посвящён Мар-Юханнаном). Православ- гый с 1898 г. В 1906 г. — участник Собора.
47. Каш. Садок (Григорий) — с. Тулякки, Тергявар. Православный с 1913 г. В 1920-е гг. вернулся в несториаиство.
48. ‘Каш. Саргиз бар Айваз Бадалов — с. Абаджалу. Род. в 1869 г. Свящ с 1896 г. (посвящён Мар-Ионаном). Православный с 1898 г. (вместе с Мар-Ионаном — в С.-Петербурге). В 1906 г.—участник Собора. 1900—1910-е гг. жил в Урмии и на Кавказе. 1929—1945 г. свящ в Казвине. 11951 г.
49. Каш. Саргиз Биньямин (Айвазов) — с. Такя. Род. ок. 1870 г. Свящ с 1898 г. (посвящён Мар-Хнанишо). Православный с того же года. В 1902 г. — в переводческой комиссии Русской миссии. В 1906 г. — участник Собора. В 1920-е гг. — свящ в своём селении.
50. Каш. Саргиз бар Ушана б. Баба б. Авдышо — с. Абаджалу. Род. в 1872 г. Свящ с 1903 г. (посвящён Мар-Ионаном). В1906 г.—участник Собора.
51. Каш. Сархош Гиваргизов — с. Назы. Свящ в 1910-е гг. В 1915 г. — беженец в Тифлисе.
52. Каш. Тамраз (Тимофей) бар Варда б. Ионан — с. Караджалу. Род. в 1870/72 г. Свящ. с 1890-х гг. (посвящён Мар-Ионаном). Право-славный с 1898 г. Участник Собора 1906 г.
53. Каш. Тарверды (Богдан) бар шам. Инвия б. каш. Биньямин — с. Дизатакя. Род. в 1875 Свящ. с 1898 г. (посвящён Мар-Хнани- шо). Вскоре — православный. Участник Собора 1906 г. В 1908 г. отстранён от служения.
54. Каш. Ушана (Иосиф) бар Ишобек бар Хан-Баба — с. Супурган. Свящ, с 1886 г. (посвящён Мар-Савришо). Православный с 1898 г. После 1901 г. возвратился в несторианство.
55. Каш. Тума Мухаттас — с. Ада. Род. ок. 1850 г. В1902 г. — свящ в с. Ада.
56. Каш. Шикун Аврахам—с. Дизатакя. Посвящён во свящ в 1905 г. Мар-Илией.
57. Каш. Шлимун Айваз (Эйвазов) — с. Ирьява. Свящ с 1910-х гг. В 1915 г. — беженец в Тифлисе. В 1917 г. — в Урмии.
58. Каш. Шлимун Давид (Давидов). В 1913 г. посвящён в диаконы Мар-Илией. В 1915 г. — беженец в Тифлисе.
59. Каш. Шлимун Илия (Илиин) — С-Мурадалуви. Посвящён в 1913 г. Мар-Илией во свящ в с. Карагез.
60. Каш. Шлимун Исмаил (Измаилов) — с. Ка рала ры. В 1906 г. посвящён во свящ Мар-Илией в с. Бабары. В 1920-е гг. служил правосл. свящ в с. Каралары.
61. Каш. (Аркян) Юханнан б. Аврахам (Авраамов) — г. Урмия (Гёлъ- паталихан). Род в 1848 г. Свящ с сер. 1870-х гг. (посвящён Мар- Гавриилом). Православный с 1901 г. В 1906 г. — участник Урмийского православного Собора.
62. Каш. Юханнан бар Шимун б. Юханнан — с. Дизатакя. Род ок. 1840 г. Ок. 1880 г. посвящён во свящ еп. Мар-Савришо. Право-славный с 1898 г. 1 1906 г.
63. Каш. Юханнан бар каш. Ядгар б. Гиваргиз д-Мар-Юханнан — с. Гявилан. Род ок. 1870 г. Свящ с нач. 1890-х гг. (посвящён патр- Мар-Шимуном). Православный с 1898 г. 1906 г.
64. *Каш. Якуб бар Бииьямин б. Бабахая (Бабаханов) — с. Супур¬ган. Род в 1853 г. Свящ с 1898 г. (посвящён в С.-Петербурге). До 1917 г. упоминается в Урмии.